# Евгениј Василев
Евгениј Василев (буг. Евгений Василев; Софија, 6. јануар 1973 — Лозна, Завидовићи, 10. септембар 1995) био је бугарски добровољац Војске Републике Српске.

## Биографија
Евгениј Љубенов Василев рођен је 6. јануара 1973. године у Софији, главном граду Бугарске. По професији је био полицајац.
Био је војник мировне мисије Уједињених нација у Камбоџи након чега се добровољно пријавио у Војску Републике Српске 1993. године и постао део Четврте озренске бригаде.
Након жестоких борби са вишеструко бројнијим непријатељем, српски браниоци Возуће и долине Криваје морали су да почну са повлачењем. Кренули су у пробој према слободној територији Озрена. Евгениј је погинуо у рејону Лозне у борби са непријатељем приликом пробоја, 10. септембра 1995. године, као и многи борци ВРС који су се задесили на том ратишту. Иако је пострадао од гранате, тело су му обезглавили арапски муџахедини јединице Ел Муџахид.
Указом председника републике, постхумно је одликован Медаљом заслуга за народ, 1996. године.
Првобитно је сахрањен код манастира Возуће који су муџахедини након битке порушили и оскрнавили. Ексхумиран је без лобање и идентификован маја 1997. године. Након идентификације, његови посмртни остаци су уз све војне почасти испраћени са бањалучког Новог гробља у родну Софију, у којој је сахрањен 21. маја 1997. године.
У склопу обележавања годишњице страдања Срба Возуће, насеља у долини Криваје и јужног Озрена, у Цркви Светог великомученика Георгија у Стогу је 10. септембра 2017. године откривена и освештана спомен-плоча у част Василеву. Опеван је и у песми Групе Пркос, 2021. године.

## Приватни живот
Његов брат Александар је 1999. године такође био српски добровољац (као припадник Војске Југославије) за време рата на Косову и Метохији где је три пута рањаван.